# William Sealy Gosset

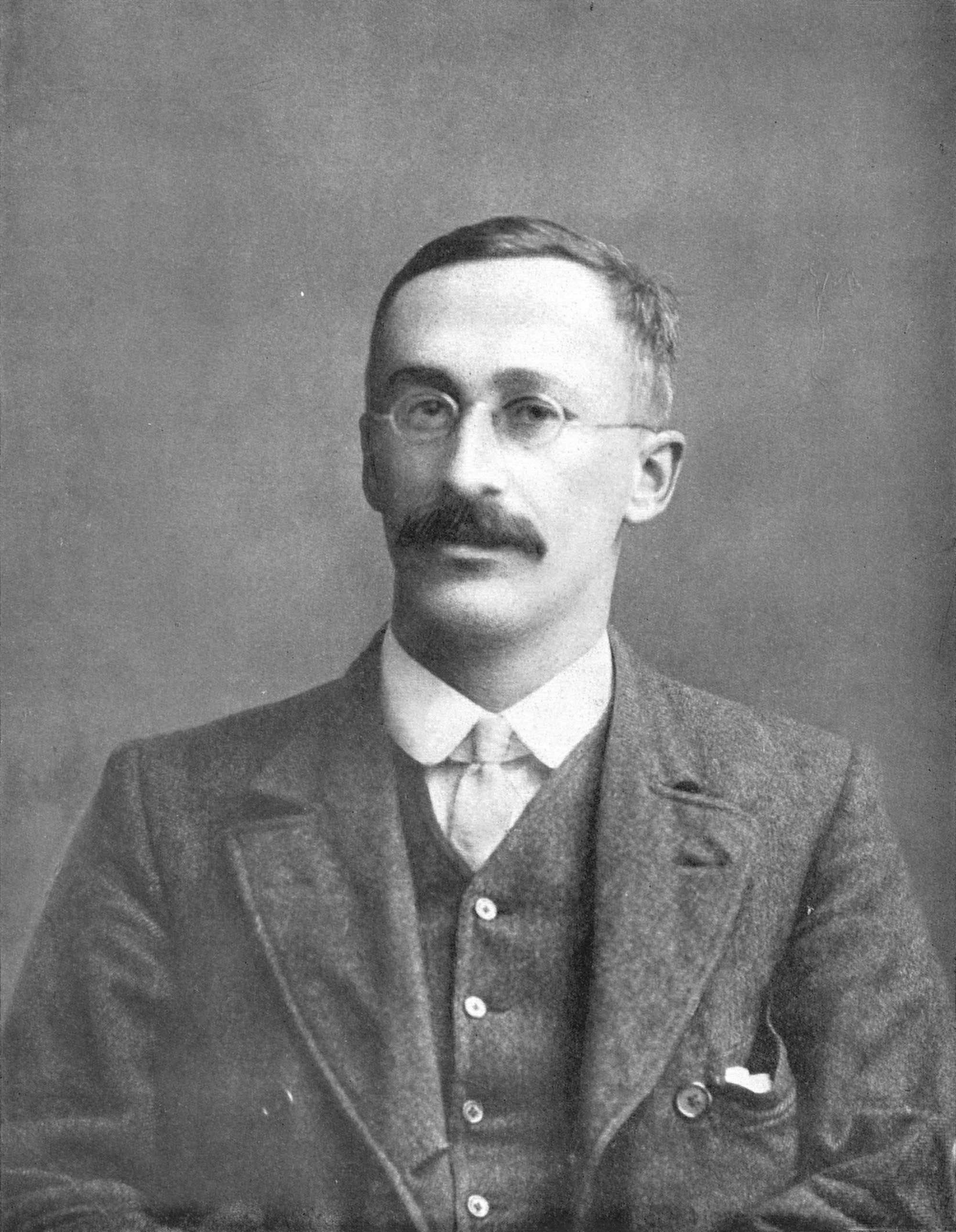
William Sealy Gosset 1908.

William Sealy Gosset, född 13 juni 1876, död 16 oktober 1937, en brittisk kemist och statistiker som var en av den moderna statistikens föregångsmän. Gosset insåg det praktiska behovet av en teori för små stickprov och publicerade 1908 en uppsats, där bl.a. t-fördelningen härleds. 
Gosset skrev under pseudonymen Student eftersom hans arbetsgivare, bryggerifirman Guinness i Dublin, av konkurrensskäl inte ville att det skulle röjas att företaget utnyttjade avancerade statistiska metoder i sin verksamhet.